# Pappelsee (Bad Oeynhausen)
Der Pappelsee ist ein rund zwei Hektar großer See im Stadtgebiet der ostwestfälischen Stadt  Bad Oeynhausen in Nordrhein-Westfalen.

## Lage
Der Pappelsee liegt im Stadtteil Rehme. Das Stillgewässer ist von beinahe trapezförmiger, regelmäßiger Gestalt, verfügt weder über Inseln noch signifikante Buchten oder Halbinseln, ist rund 220 Meter lang, im Norden rund 100 Meter und im Süden rund 60 Meter breit.

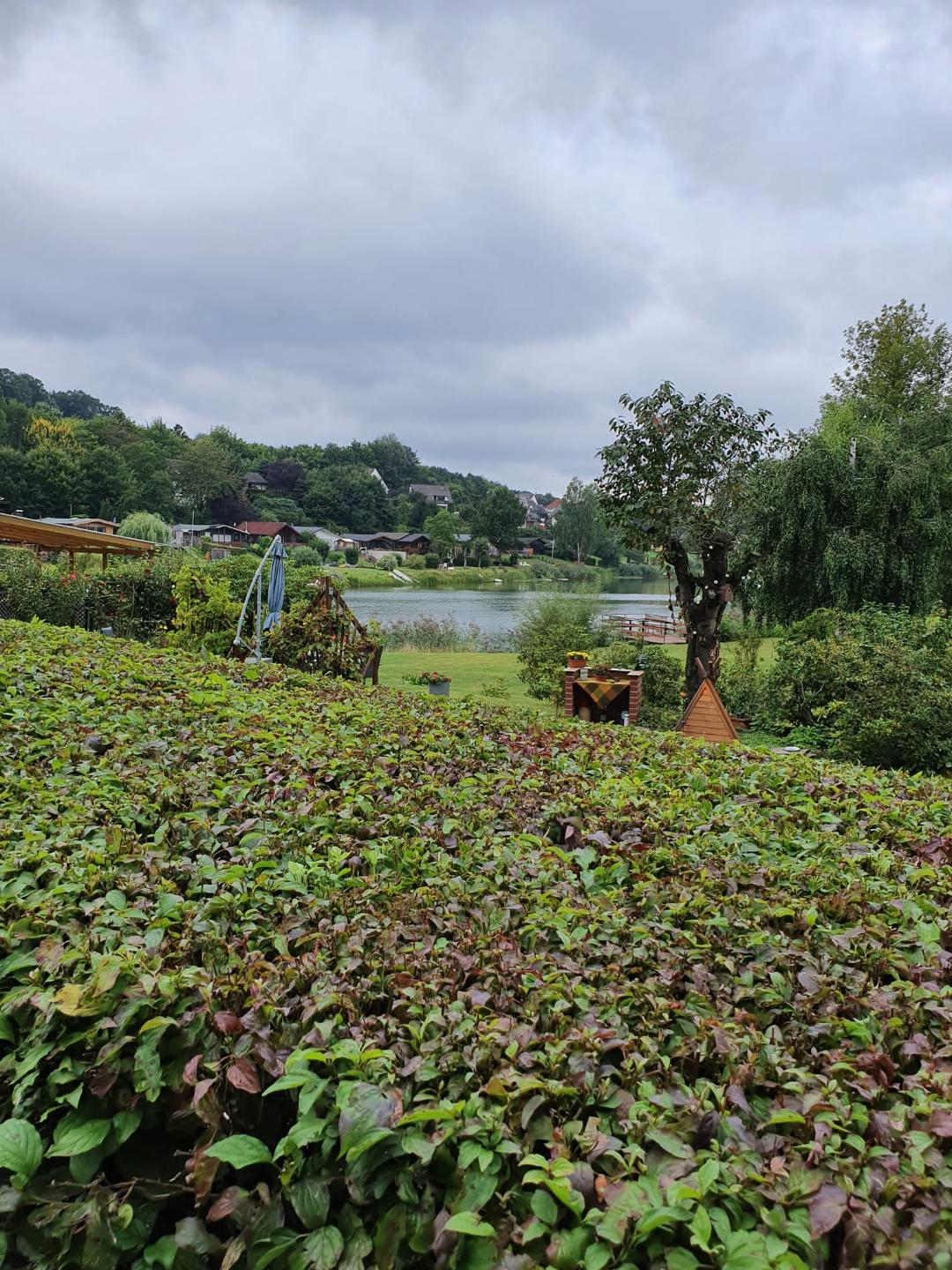
Der Pappelsee, umgeben von Hügeln, gesehen aus einiger Entfernung

Er ist im Privatbesitz und fast komplett von 54 so genannten Wochenendhäuschen bzw. Schrebergartenhäuschen  umgeben. Er ist daher so gut wie nicht öffentlich zugänglich, obschon die Häuser nicht auf separaten Baugrundstücken, sondern eine auf einer den ganzen See umspannenden Katasterfläche liegen.
Der See ist heute total „versteckt“. Von der Straße ist er nicht einsehbar, da überall Häuser und Holzhütten, hohe Büsche und Bäume die Sicht versperren.